# Love Grenade
| Recensione | Giudizio |
| ---------- | -------- |
| AllMusic   | [ 1 ]    |

Love Grenade è il tredicesimo album di Ted Nugent, pubblicato nel 2007 per la Eagle Records.
L'album è stato accolto in maniera controversa a causa della prima copertina, che prevedeva una donna nuda legata su un piatto con una bomba in bocca, successivamente sostituita dalla casa discografica con l'immagine più delicata di una granata a mano con un fiocco rosa.

## Tracce
Tutte le tracce sono state scritte da Ted Nugent, eccetto dove diversamente indicato.
1. Love Grenade - 5:03
2. Still Raising Hell - 3:21
3. Funk U - 4:00
4. Girl Scout Cookies - 4:03
5. Journey to the Center of the Mind 4:51 - (Farmer, Nugent) (The Amboy Dukes Cover)
6. Geronimo & Me - 4:44
7. Eagle Brother - 4:38
8. Spirit of the Buffalo - 7:29
9. Aborigine - 3:22
10. Stand - 2:43
11. Broadside - 3:36
12. Bridge Over Troubled Daughters - 3:36
13. Lay with Me - 6:23

## Formazione
- Ted Nugent - voce, chitarra
- Barry Sparks - basso eccetto tracce 1, 8, 13
- Tommy Clufetos - batteria
- Jack Blades - basso nelle tracce 1, 8, 3, cori
- Eric Martin - cori
- Tommy Shaw - cori
- Will Evankovitch - cori
- April Grisman - cori
- Amber Morris - cori